# Cultura de Serbia
Serbia es un país europeo con gran diversidad cultural, merced a la existencia de fronteras entre grandes imperios, que pasaron por el territorio de la Serbia actual durante largos períodos históricos: entre el Imperio romano de Occidente y el Imperio romano de Oriente, primero, y entre el Imperio otomano y el Imperio austrohúngaro, después. Como resultado, mientras que el norte es culturalmente centroeuropeo, el sur es más bien oriental. Por supuesto, ambas regiones han recibido influencias mutuas, por lo que en cualquier caso la distinción entre el norte y el sur es puramente artificial.
La influencia del Imperio bizantino en Serbia fue quizás la más importante. Los serbios en su gran mayoría son cristianos ortodoxos, católicos, y poseen su propia Iglesia nacional (la Iglesia Ortodoxa Serbia). Utilizan, asimismo, el alfabeto cirílico, si bien en el último siglo la utilización del alfabeto latino ha crecido considerablemente. Los monasterios de Serbia, construidos durante la Edad Media, son algunas de las pruebas más visibles de la asociación medieval de Serbia con Bizancio.

## Cultura

### Teatro y Cine
Serbia tiene una tradición teatral bien establecida con muchos teatros. El Teatro Nacional de Belgrado se estableció en 1861 con su edificio que data de 1868. La compañía comenzó a realizar ópera desde finales del siglo XIX y la ópera permanente se estableció en 1947. También se estableció una compañía de ballet.
El cine se estableció razonablemente temprano en Serbia antes del inicio de la Segunda Guerra Mundial. Una biografía sobre el revolucionario serbio Karadjordje "Vida y obra del viaje inmortal de Karadjordje" se estrenó en 1911. Es la película más antigua de los Balcanes, pero la película más notable fue "La batalla de Kosovo" de Mihailo Popovic en 1939.

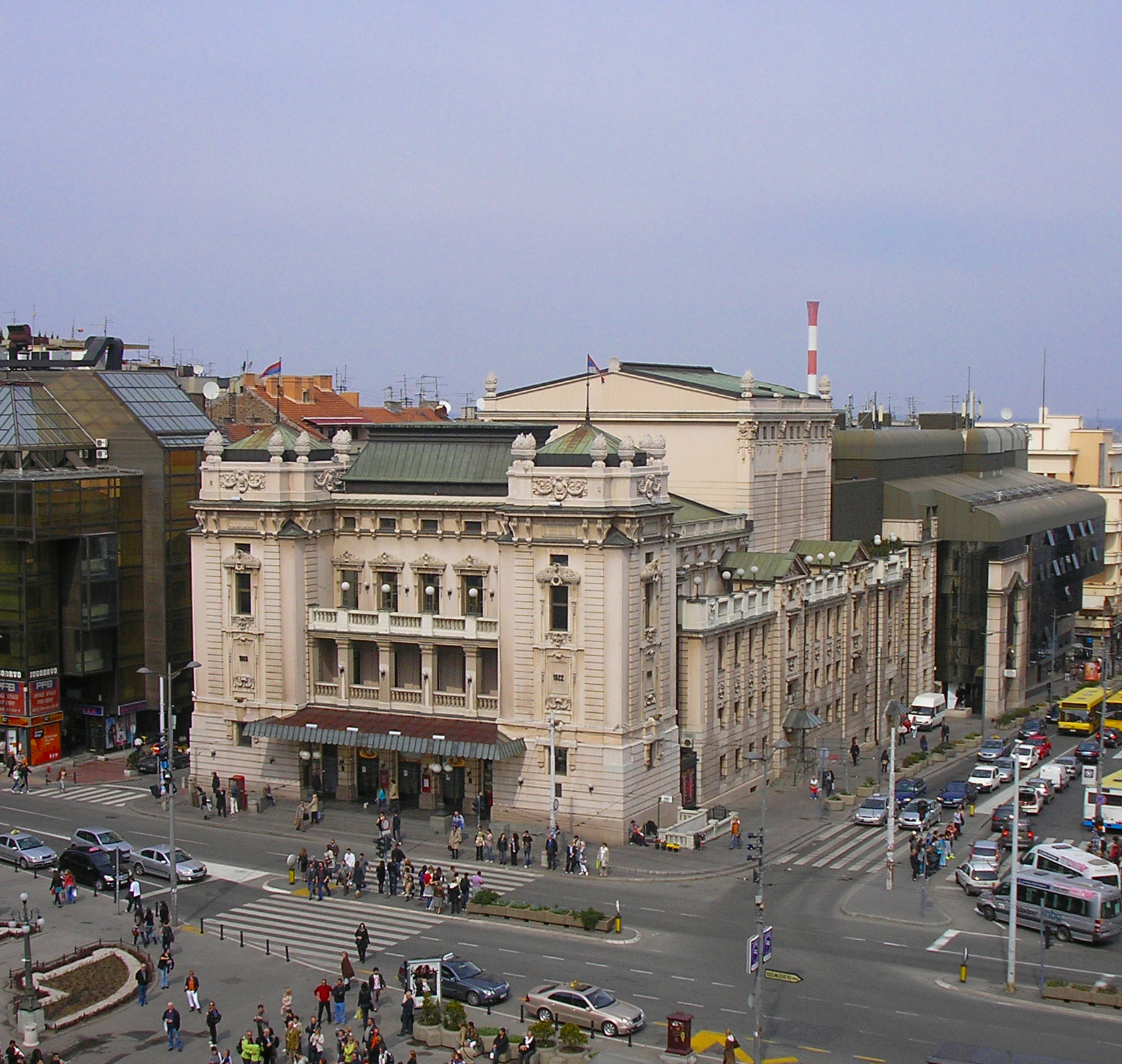
El Teatro Nacional de Belgrado, fundado en 1869

### Pintura
Sava Šumanović (1896-1942) fue pionero en cultivar estilos como el cubismo y el expresionismo, y Đorđe Andrejević-Kun (1904-1964) fue el pintor por excelencia de la era yugoslava.
Los pintores serbios más conocidos fueron Paja Jovanović y Uroš Predić, pintando al estilo realista. Sus pinturas monumentales de eventos históricos han inspirado a generaciones de artistas serbios.

### Literatura
En el siglo XX, la literatura serbia destacó y apareció una gran cantidad de escritores talentosos. Los autores más conocidos fueron Ivo Andrić, Premio Nobel de Literatura en 1961, Meša Selimović, Danilo Kiš y Dobrica Ćosić.

## Actualidad

### Música
Uno de los logros culturales serbios importantes corresponde al año 2007 cuando resultó ganadora del Festival de Eurovisión que se celebró el 10 y 12 de mayo en Helsinki (Finlandia) con la balada étnica Molitva interpretada por la cantante Marija Šerifović. Logró 298 punto en la semifinal y 268 en la final, y fue votada por la mayoría de países participantes. Este triunfo supuso una nueva era para el festival pues hacía nueve años que no ganaba una canción que no fuera interpretada en inglés y once que no lo hacía una balada. Además, Serbia fue el primer país balcánico que ha albergado el festival después de la desaparición de Yugoslavia.

### Deporte
Los dos clubes de fútbol más populares en Serbia son el Estrella Roja de Belgrado y el Partizán de Belgrado.
El equipo nacional de baloncesto de Serbia es una de las selecciones de baloncesto con mayor éxito en competiciones internacionales, habiendo ganado varias medallas de oro en el Campeonato Mundial FIBA y en el EuroBasket.
Los equipos nacionales serbios masculinos y femeninos también son campeones mundiales en deportes como el waterpolo y el voleibol.
El equipo nacional de la Copa Davis de Serbia ganó la final frente a Francia en la Copa Davis 2010 que se celebró en el estadio de Belgrado.

### Instituciones
- Academia de las Artes (Belgrado): Institución de educación superior, de financiación privada y promueve programas y actividades artísticas especializadas en las tres escuelas que posee; Cine, Música y Teatro.
- Museo Nacional de Serbia está localizado en Belgrado.[10]
- Teatro Nacional de Serbia es el teatro más antiguo de Serbia.[11]
- Asamblea Nacional de Serbia
- Museo Nikola Tesla, está dedicado a homenajear y mostrar la vida y obra del científico serbio Nikola Tesla.
- Academia de las Artes y de las Ciencias de Serbia fueron miembros personajes destacados como Milutin Milankovic, Ivo Andric y Nikola Tesla